# Farkas Szabó Mihály
Farkas Szabó Mihály, F. Szabó Mihály (Nagykőrös, 1840. augusztus 20. – Nagykőrős, 1913. október 5.) orvosdoktor. 

## Élete
A gimnáziumot szülőföldjén és Pesten, a tanítóképző-intézet szintén Nagykőrösön 1859-ben végezte. 1862. július végeig elemi iskolai tanító volt ugyanott. A tanítóságtól megválva az orvosi tanulmányokra szánta el magát, melyeket a pesti egyetemen hallgatott. 1866-ban sebész- és szülészmesteri oklevelet nyervén, magángyakorlatra Körösladányba ment. 1867-től 1873-ig Hajdú-Vámospércsen (Bihar megye) sebészmesteri minőségben működött. 1870-től 1873-ig Pesten folytatva tanulmányait, orvosdoktori oklevelet szerzett; 1873-ban Nagykőrös város alorvosának, 1880-ban főorvosának választotta. Neje Nemcsik Ilona volt.
Cikkei: a Gyógyászatban (1877. Az összenőtt ikrek művi eltávolítása, 1878. Húgyrekedés húgycsőlob következtében); a Nagy-Kőrös monographiájában a közegészségi szakaszt írta.
Kéziratban van orvosi disszertációja: egy mellhártyalobban és egy tüdőlégdagban szenvedő beteg kórtörténete 1872. máj. 22-29-ig.